# NGC 5043
NGC 5043 é um aglomerado aberto na direção da constelação de Centaurus. O objeto foi descoberto pelo astrônomo John Herschel em 1837, usando um telescópio refletor com abertura de 18,6 polegadas. 